# 76-мм танковая пушка образца 1940 года (Ф-34)

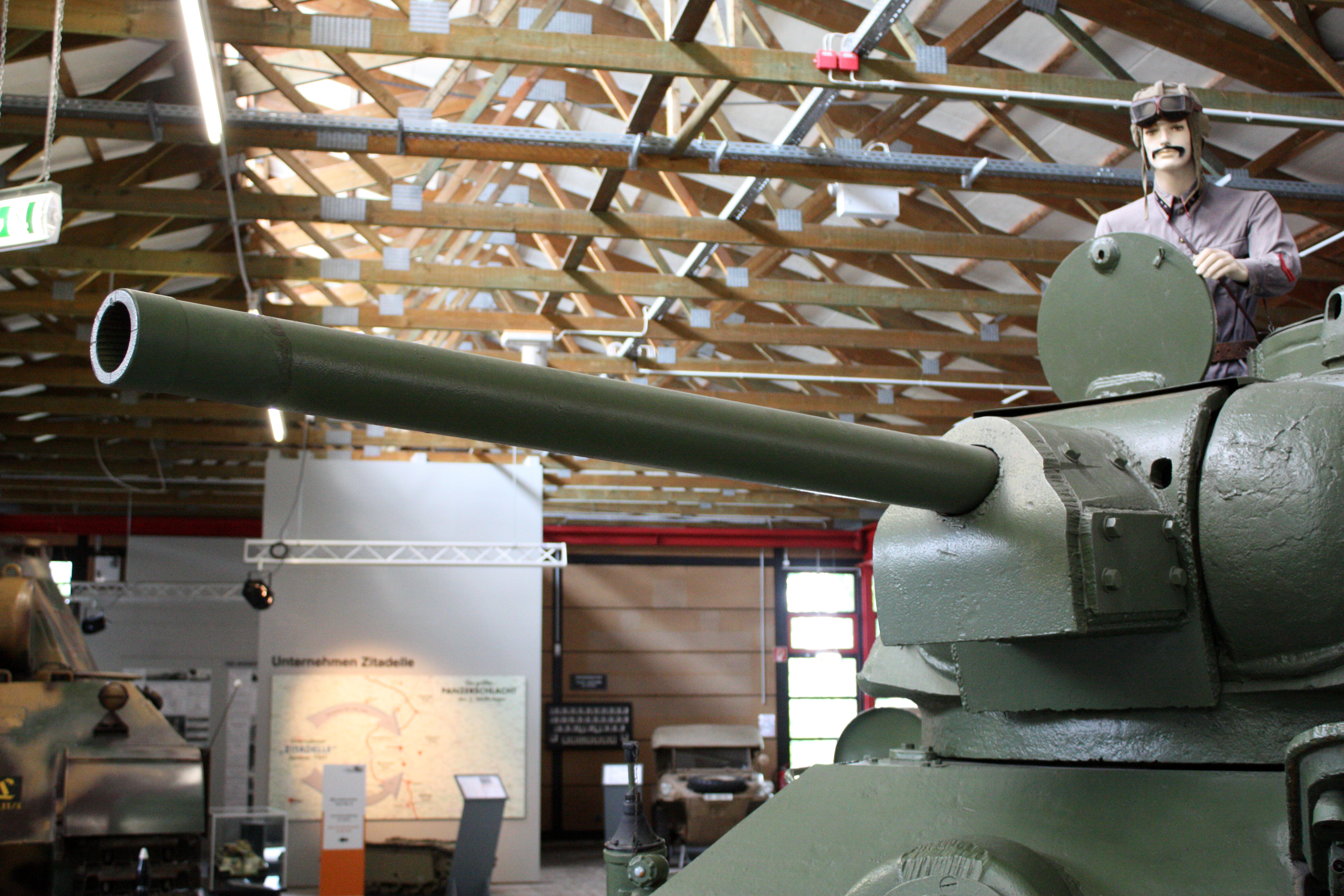
Ф-34 на танке Т-34 обр. 1943 в Немецком танковом музее

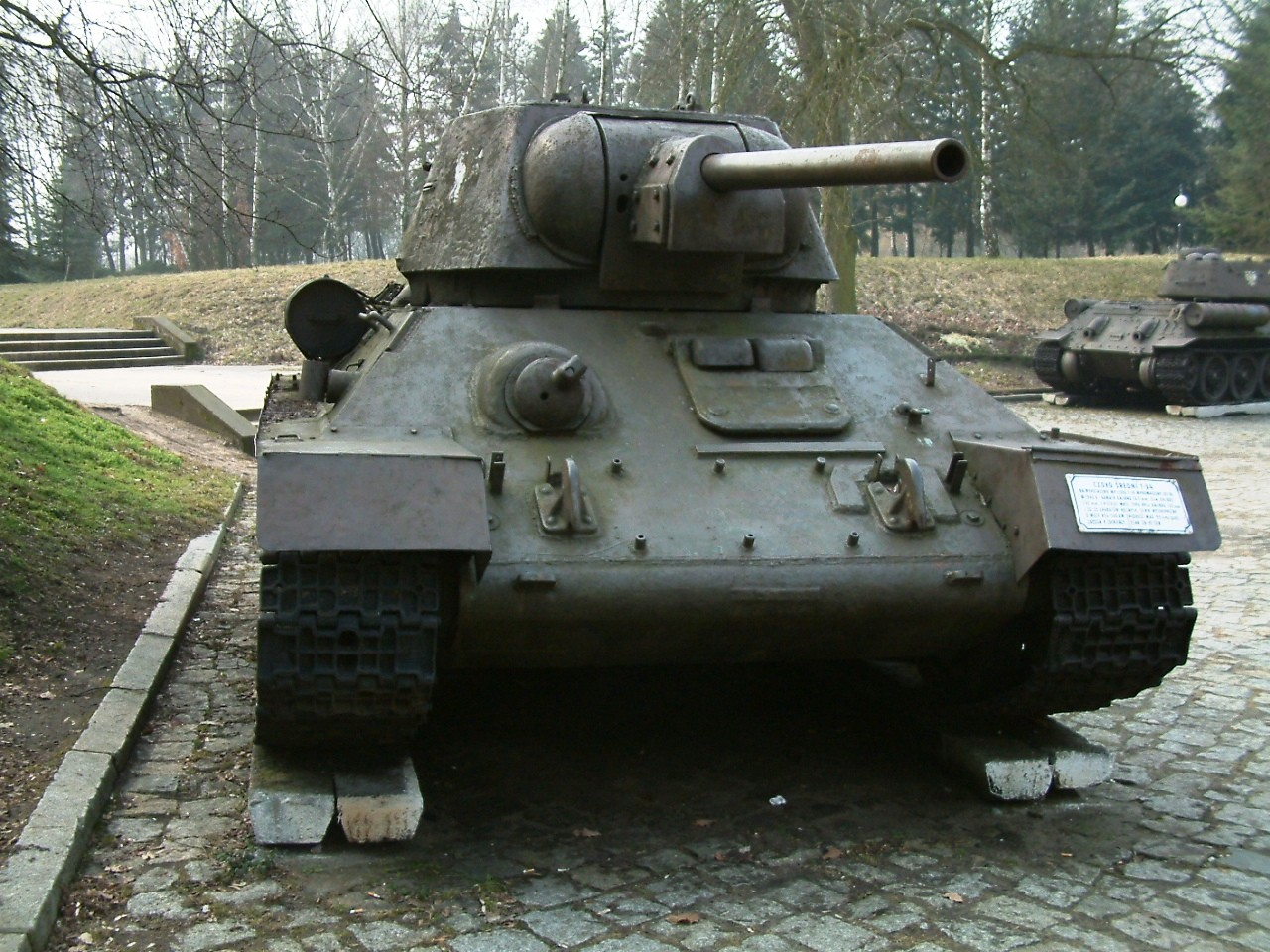
Средний танк той же модели с этой пушкой, Познань

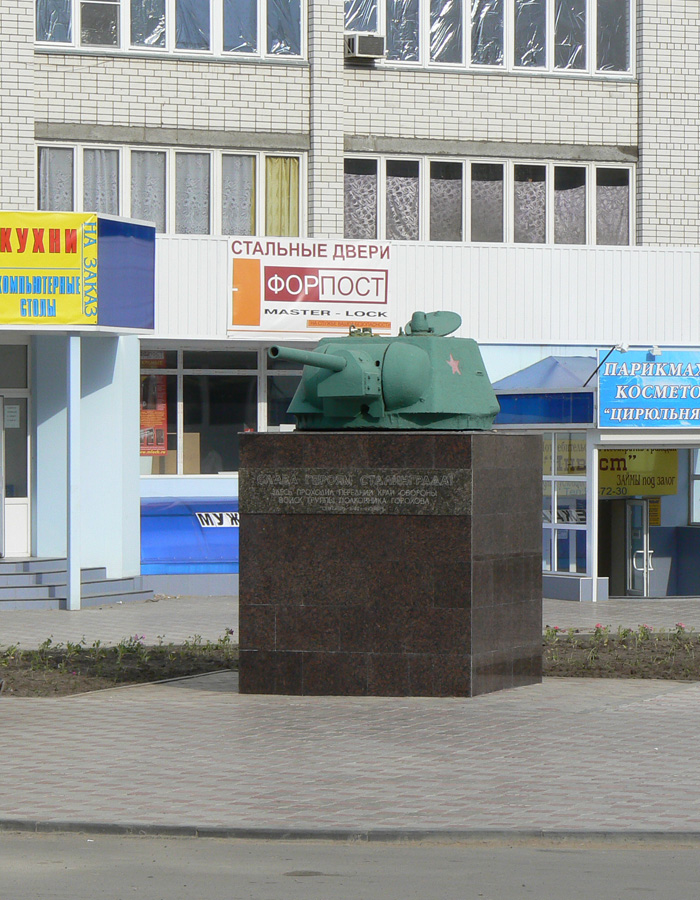
Башня Т-34-76 образца 1943 с пушкой Ф-34 на памятнике в Волгограде

76-мм танковая пушка Ф-34 — танковая пушка Горьковского завода № 92, которой начиная с 1941 года серийно оснащались танки Т-34.
Разработана по инициативе конструкторского бюро Горьковского завода № 92 группой ведущего конструктора П. Ф. Муравьёва, под общим руководством В. Г. Грабина.

## История создания
Согласно работе А. Б. Широкорада, проектирование орудия началось в 1939 году, пушка представляла собой удлинённый вариант танковой пушки Ф-32 и первоначально предназначалась для вооружения танков Т-28 и Т-35. Сам Грабин упоминает, что Ф-32 была, по требованию заказчика и против воли проектировщиков, заметно укорочена с ощутимой потерей боевых качеств ради бытовавшего тогда опасения, что танк может цеплять стволом орудия землю. Это не позволило Ф-32 реализовать все возможности, изначально заложенные в её конструкцию. Проектирование орудия было завершено 15 марта 1939 года, первые испытания орудия, установленного на танке Т-28 прошли 19 октября 1939 года на Гороховецком полигоне. На Т-34 первые стрельбы из пушки Ф-34 были произведены в ноябре 1940 года.

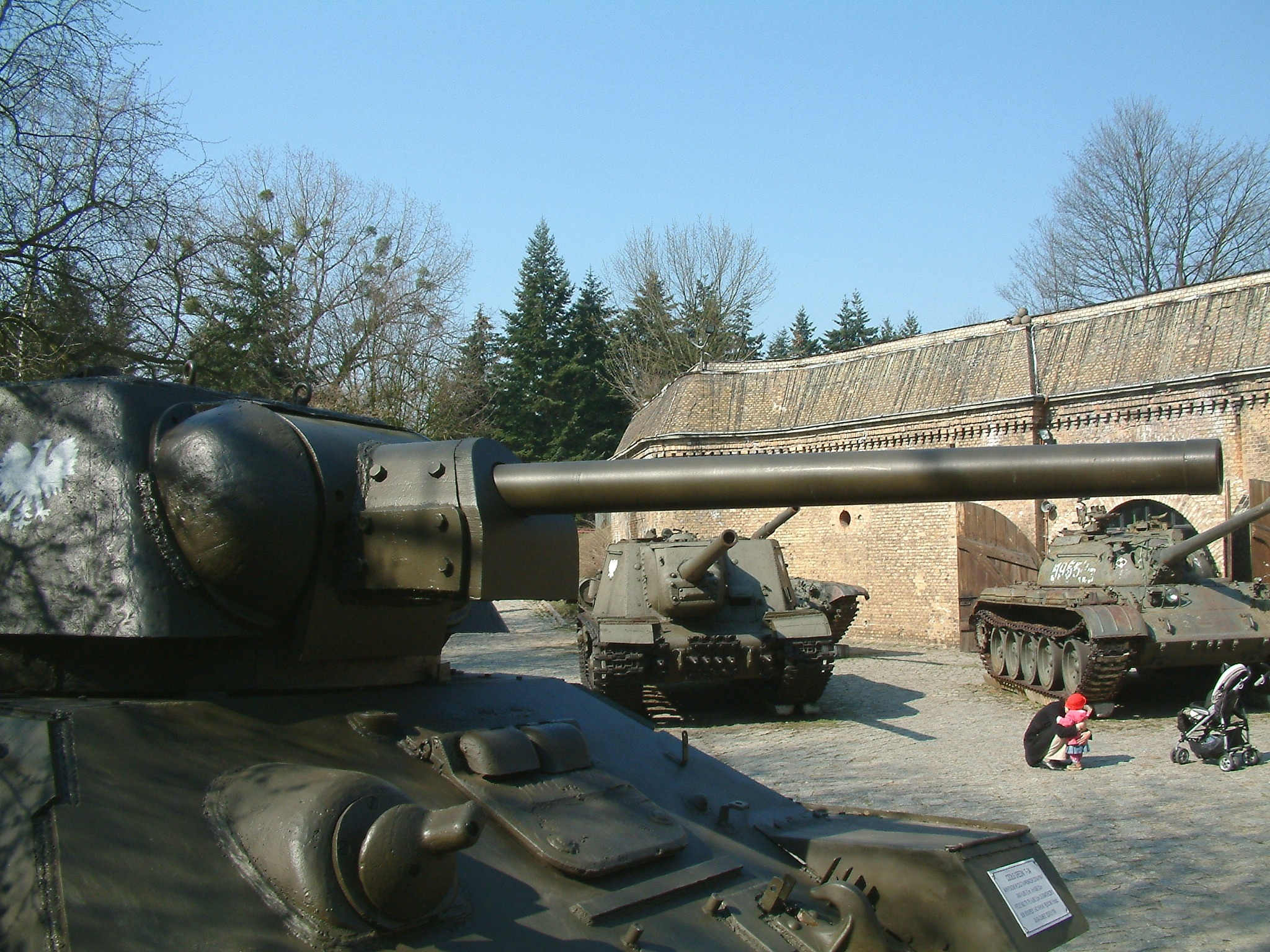
T-34 (вид сбоку), видны ствол пушки Ф-34 с бронировкой передних частей тормоза отката и накатника в маске пушки, передняя часть башни и передняя верхняя часть корпуса

Согласно работам М. Н. Свирина проектирование орудия началось в июне 1940 года непосредственно для танка Т-34, а в качестве основы для орудия были использованы проекты экспериментальной танковой пушки большой мощности Ф-27 и серийной танковой пушки Ф-32, причём экспериментальный образец Ф-34 имел более длинный ствол, чем серийный вариант. Также, согласно работам М. Н. Свирина, первые испытания орудия прошли на танке БТ-7А.
14 ноября 1940 года в НКО был издан приказ № 0320 «О проведении полигонно-войсковых испытаний 76-мм танковой пушки Ф-34 завода № 92, установленной в Т-34», в этот же день заместитель наркома обороны СССР, начальник ГАУ РККА Маршал Советского Союза Кулик утвердил ТТТ на эту пушку.
21-23 ноября 1940 года танк Т-34 с установленной пушкой подвергся интенсивным испытаниям на Гороховецком полигоне МВО (за три дня было произведено 2807 выстрелов). Комиссия в составе главного конструктора завода № 92 генерал-майора В. Г. Грабина, начальника кафедры артиллерии ВАММ военного инженера 1-го ранга Н. С. Огурцова, представителя 14-й танковой дивизии лейтенанта Амелина и конструктора завода № 92 П. Ф. Муравьёва по результатам полигонно-войсковых испытаний сделала вывод, что «76-мм танковая пушка Ф-34 является вполне современной пушкой для Т-34» и в заключении предложила рекомендовать танковую пушку Ф-34 на вооружение танка Т-34.
После внесения изменений в конструкцию, в конце 1940 года орудие было принято на вооружение Красной армии под официальным наименованием 76-мм танковая пушка обр. 1940 г.

## Производство
Серийное производство Ф-34 велось на заводе № 92 с 1941 по 1944 год. Всего было изготовлено 38308 орудий.
В 1941 году КБ Грабина создало специальную модификацию пушки, предназначенную для установки на тяжёлый танк КВ-1. Данная пушка, отличавшаяся от Ф-34 конструкцией люльки, устройством и креплением бронировки, а также рядом мелких деталей, получила заводской индекс ЗИС-5 и была принята на вооружение под официальным названием 76-мм танковая пушка обр. 1941 г. Серийное производство ЗИС-5 продолжалось с 1941 по 1943 год.
3 февраля 1943 года было принято распоряжение ГКО СССР об изготовлении бронемаски и броневой рамы к 76-мм пушкам Ф-34.
Даты	
|       | 1941 | 1942  | 1943  | 1944 | Всего |
| Ф-34  | 3470 | 14197 | 17049 | 3592 | 38308 |
| ЗиС-5 | 544  | 2476  | 649   |      | 3669  |

## Эксплуатация
Пушка Ф-34 устанавливалась на танки Т-34, бронекатера (проектов 1124 2-й серии, 1125 2-й серии и С-40) и бронепоезда, став одним из самых массовых советских орудий времён войны. На начало 1941 года, Ф-34 не имела аналогов среди зарубежных серийных танковых орудий по мощности. Баллистические характеристики орудия (совпадающие с баллистикой 76-мм дивизионных пушек с длиной ствола 40 калибров — УСВ, ЗИС-3) до конца 1942 года позволяли успешно бороться с немецкой бронетехникой; однако, появление в 1943 году танков «Тигр» и «Пантера», а также существенное усиление лобового бронирования танков Pz.III, Pz.IV и штурмовых орудий StuG III в значительной мере снизило эффективность орудия, по проведённому в Кубинке обстрелу «Тигр» борт пробивался с двухсот метров в 80 мм борт, что привело к разработке более мощных 85-мм и 122-мм танковых пушек, которые и заменили Ф-34 и ЗИС-5.
На танках с пушкой Ф-34 ранних выпусков использовались телескопический ТОД-7 прицел и перископический панорамный ПТ-7, впоследствии заменённые на телескопический ТМФД-7, имевший поле зрения 15° и увеличение в 2,5× и перископический панорамный ПТ-4-7, обеспечивавший поле зрения в 26° при том же увеличении, но отличавшийся меньшей точностью из-за погрешностей, вносимых механизмом связи между прицелом и орудием. С 1943 года на Ф-34 устанавливался также боковой уровень для ведения огня с закрытых позиций.
Ф-34 использовала один ассортимент боеприпасов: унитарные выстрелы к 76-мм дивизионной пушке образца 1902/30 годов и 76-мм полковой пушке образца 1927 года. Боекомплект орудия на Т-34 выпуска 1940—1942 годов состоял из 77 выстрелов, размещавшихся в чемоданах на полу боевого отделения и в укладках на его стенках. На Т-34 выпуска 1942—1944 года с «улучшенной башней», боекомплект был увеличен до 100 выстрелов. В боекомплект могли входить выстрелы с калиберными, подкалиберными бронебойными, осколочно-фугасными, шрапнельными и картечными снарядами. Подкалиберные снаряды из-за наличия в них карбида вольфрама были на протяжении всей войны в дефиците и в боекомплект линейных танков включались лишь при наличии вероятности отражения танковых атак
| Номенклатура боеприпасов танковых пушек Л-11 и Ф-34                                |             |                   |             |                                    |                        |
| Тип                                                                                | Обозначение | Масса снаряда, кг | Масса ВВ, г | Начальная скорость, м/с (для Ф-34) | Дальность табличная, м |
| Калиберные бронебойные снаряды                                                     |             |                   |             |                                    |                        |
| Тупоголовый с баллистическим наконечником трассирующий                             | БР-350А     | 6,3               | 155         | 662                                | 4000                   |
| Тупоголовый с баллистическим наконечником с локализаторами трассирующий            | БР-350Б     | 6,5               | 119         | 655                                | 4000                   |
| Тупоголовый с баллистическим наконечником сплошной трассирующий (БР-350Б сплошной) | БР-350БСП   | 6,5               | нет         | 655                                | 4000                   |
| Подкалиберные бронебойные снаряды                                                  |             |                   |             |                                    |                        |
| Катушечный (принят на вооружение в апреле 1943)                                    | БР-354П     | 3,02              | нет         | 950                                | 500                    |
| Осколочно-фугасные снаряды                                                         |             |                   |             |                                    |                        |
| Стальная дальнобойная граната                                                      | ОФ-350      | 6,2               | 710         | 680                                | 13 290                 |
| Сталистого чугуна осколочная дальнобойная граната                                  | О-350А      | 6,21              | 540         | 680                                | 10 000                 |
| Осколочно-фугасный                                                                 | ОФ-350В     | 6,2               | ?           | ?                                  | ?                      |
| Осколочно-фугасный мелкосерийный                                                   | ОФ-363      | 7,1               | ?           | ?                                  | ?                      |
| Фугасная стальная старая русская граната                                           | Ф-354       | 6,41              | 785         | 640                                | 9170                   |
| Фугасная стальная старая русская граната                                           | Ф-354М      | 6,1               | 815         | ?                                  | ?                      |
| Шрапнель                                                                           |             |                   |             |                                    |                        |
| Шрапнель с трубкой 22 сек. или Д; 260 ГПЭ                                          | Ш-354       | 6,5               | 85          | 624                                | 6000                   |
| Шрапнель с трубкой Т-6; 250 ГПЭ                                                    | Ш-354Т      | 6,66              | 85          | 618                                | 8600                   |
| Шрапнель Гартца с накидками                                                        | Ш-354Г      | 6,58              | 85          | ?                                  | ?                      |
| Стержневая шрапнель                                                                | Ш-361       | 6,61              | нет         | 666                                | 8400                   |
| Картечь                                                                            |             |                   |             |                                    |                        |
| Картечь; 549 ГПЭ                                                                   | Ш-350       | ?                 | ?           | ?                                  | 200                    |

|  | Слева: Боеприпасы пушки Ф-34: 1. Выстрел УБР-354А со снарядом БР-350А (Тупоголовый с баллистическим наконечником, трассирующий). 2. Выстрел УБР-354Б со снарядом БР-350Б (Тупоголовый с баллистическим наконечником, с локализаторами, трассирующий). 3. Выстрел УБР-354П со снарядом БР-350П (Подкалиберный бронебойный снаряд, трассирующий, «катушечного» типа). 4. Выстрел УОФ-354М со снарядом ОФ-350 (Стальной осколочно-фугасный снаряд). 5. Выстрел УШ-354Т со снарядом Ш-354Т (Шрапнель с трубкой Т-6) Справа: Бронебойные 76-мм снаряды в разрезе: 1. БР-350А. 2. БР-350БСП. 3. БР-350П. |

| Таблица бронепробиваемости для 76-мм танковой пушки обр. 1940 г. (Ф-34) |                          |                          |
| Дальность, м | При угле встречи 60°, мм | При угле встречи 90°, мм |
| Тупоголовый калиберный бронебойный снаряд БР-350А |                          |                          |
| 100 | 69—86                    | 80—89                    |
| 300 | 63—79                    | 76—84                    |
| 500 | 59—70                    | 70—78                    |
| 1000 | 50—63                    | 63—73                    |
| 1500 | 43—52                    | 58—65                    |
| Тупоголовый с локализаторами калиберный бронебойный снаряд БР-350Б |                          |                          |
| 100 | 74—89                    | 86—94                    |
| 300 | 69—82                    | 81—90                    |
| 500 | 62—76                    | 75—84                    |
| 1000 | 55—71                    | 68—78                    |
| 1500 | 48—55                    | 62—69                    |
| Подкалиберный снаряд БР-354П |                          |                          |
| 100 | н/д—92                   | н/д—102                  |
| 300 | н/д—87                   | н/д—98                   |
| 500 | н/д—77                   | н/д—92                   |
| Приведённые данные относятся к советской методике измерения пробивной способности и советской броне высокой твёрдости. Первая указанная цифра соответствует «гарантированному пробитию» (80 % вероятность сквозного проникновения снаряда), вторая — «начальному пробитию» (20 % вероятность проникновения). Следует помнить, что показатели бронепробиваемости могут заметно различаться при использовании различных партий снарядов и различной по технологии изготовления брони. |                          |                          |

## Сноски
1. ↑  После введения буквенных индексов машиностроительным производствам в 30-х гг. правительством СССР, эти индексы стали включать в наименование изделий разработанных и произведённых на этих производствах. Индекс "Ф" был присвоен Союзному машиностроительному заводу "Новое Сормово"(завод №92) (г. Нижний Новгород). Изделие "Ф-34" разработано и произведено на этом заводе.
2. 1 2 3  Широкорад А. Б. Гений советской артиллерии. — АСТ, 2002.
3. ↑  Грабин В. Г. Оружие победы. — М.: Республика, 2000. — 560 с. — 7500 экз. — ISBN 5-250-02713-X.
4. ↑  Свирин М. Н. Артиллерийское вооружение советских танков 1940—1945. — Армада Вертикаль, № 4, 1999
5. ↑  Свирин М. Н. Броневой щит Сталина. История советского танка 1937—1943. — М.: Яуза, Эксмо, 2006. — 448 с. — (Советские танки). — 4000 экз. — ISBN 5-699-16243-7.
6. 1 2  Л. Н. Васильева, И. Желтов, Г. Ф. Чикова. Правда о танке Т-34. — Москва: Атлантида — XXI век, 2005. — С. 110-113. — 480 с. — 5000 экз. — ISBN 5-93238-079-9.
7. ↑  Распоряжение ГКО СССР № 2818 сс о частичном изменении постановления ГКО № 2758 сс от 18 января 1943 г. в части изготовления на заводах Наркомата танковой промышленности бронемаски и броневой рамы к 76-мм пушкам Ф-34. 3 февраля 1943 г. Дата обращения: 24 августа 2024. Архивировано 24 августа 2024 года.
8. ↑  Солянкин А. Г., Павлов М. В., Павлов И. В., Желтов И. Г. Отечественные бронированные машины. XX век. 1941–1945. — М.: «Экспринт», 2005. — Т. 2. — С. 62. — 2000 экз. — ISBN 5-94038-074-3.
9. 1 2  М. Барятинский. Средний танк Т-34. — С. 22.
10. ↑  М. Н. Свирин. Артиллерийское вооружение советских танков 1940—1945. — Экспринт, 1999. — С. 38. — 40 с. — (Армада — Вертикаль № 4). — 2000 экз.
11. ↑  М. Н. Свирин. Артиллерийское вооружение советских танков 1940—1945.